# Square Robert-Montagne
Le square Robert-Montagne est un espace vert situé dans le quartier du Jardin-des-Plantes du 5e arrondissement de Paris sur la place du Puits-de-l'Ermite entre la rue du Puits-de-l'Ermite et la rue Georges-Desplas. C'est l'un des plus petits squares de Paris avec ses 581 m2 mais il possède une aire de jeux pour enfants ainsi que des mûriers blancs.

## Situation et accès
Le site est accessible par la place du Puits-de-l’Ermite.
Il est desservi par la ligne 7 à la station Place Monge.

## Origine du nom
Il porte le nom de l'islamologue Robert Montagne (1893-1954) en raison de son immédiate proximité avec la grande mosquée de Paris à laquelle il fait face.

## Historique
Ouvert en 1929 sous le nom de « square du Puits-de-l'Ermite » en raison de sa localisation sur la place homonyme, il prend par la suite le nom de « square Robert-Montagne ».
En 1976 une scène de dispute nocturne de la comédie « Un éléphant ça trompe énormément » y a été tournée.